# كهيار درة بيد (تشين)
کهیار درة بید (بالفارسية: کهیار دره‌بید) هي قرية تقع في إيران في قسم تشین الريفي. يقدر عدد سكانها بـ 72 نسمة .